# D-STAR
D-STAR (Digital Smart Technologies for Amateur Radio) er en kvantiseret audio and data protokol specifikation udviklet som et resultat af forskning af Japan Amateur Radio League for at undersøge digitale teknologier for amatørradio.
Selvom der anvendes andre trådløse digitale teknologier af radioamatører som er kommet fra andre services, er D-STAR en af de første trådløse pakke-baserede standarder, som er blevet bredt udbredt og solgt af en større antal fabrikanter, som er designet specifikt til radioamatør service.

## Tidsskrifter
- ARRL: QST Icom IC 2820H Dual Band FM Transceiver Vol 91 No 11 November 2007 Page 74, by Steve Ford, WB8IMY does a review on the IC 2820H Dual Band FM Transceiver.
- RSGB: RadCom March 2008 (Vol 83 No 03) review of Icom IC-E2820 transceiver and overview of D-STAR.
- CQ-VHF: D-STAR in the Southeastern U.S., Greg Sarratt, W4OZK, (partial), http://www.cq-vhf.com/D-StarWin08.html Arkiveret 13. september 2008 hos  Wayback Machine